# Thomas Hartung (Politiker)

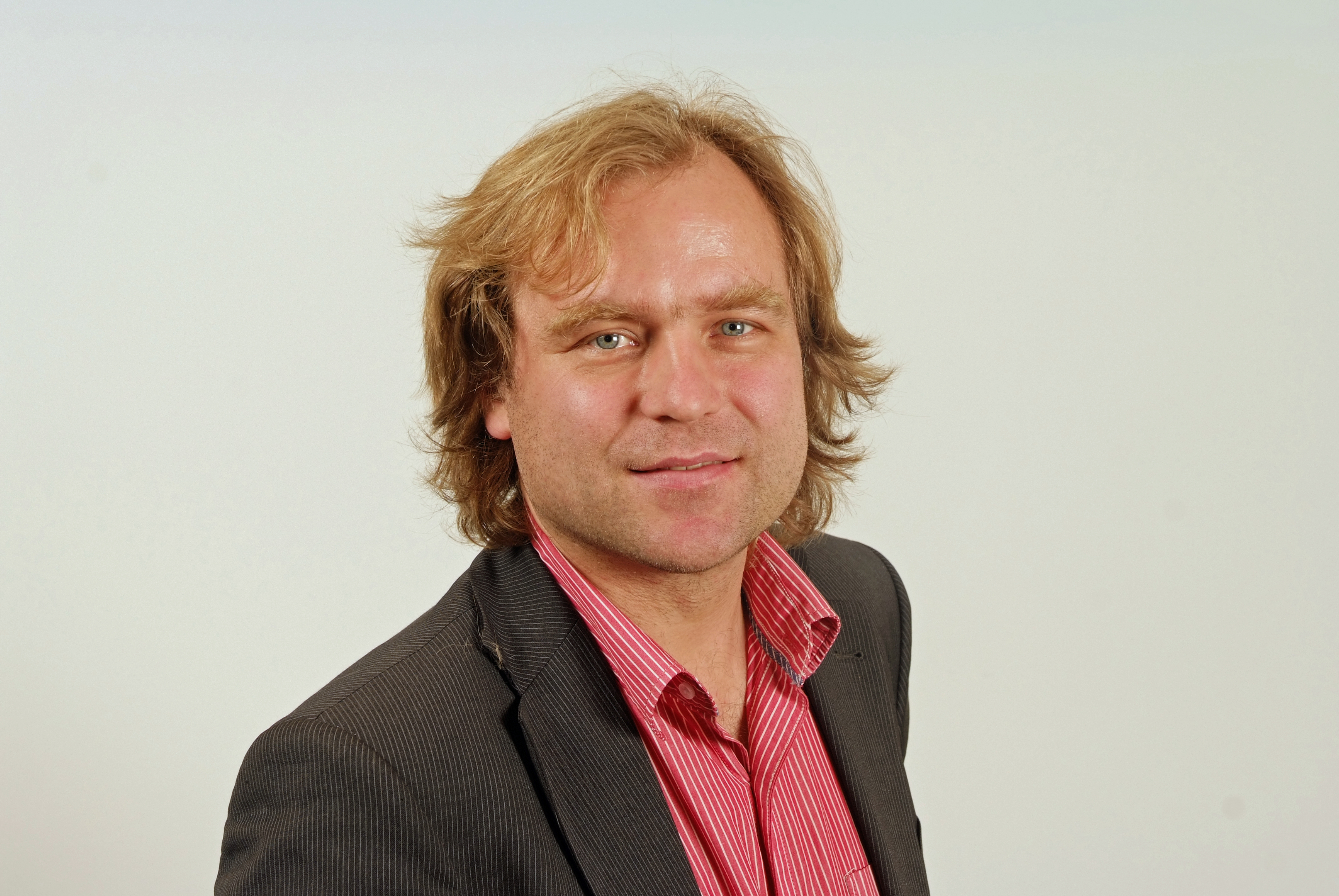
Thomas Hartung (2011)

Falk Thomas Hartung (* 5. September 1970 in Weimar; † 30. Juli 2024) war ein deutscher Politiker. Ab 2000 gehörte er der PDS an, ab Juni 2007 der aus der Verschmelzung mit der WASG hervorgegangenen Nachfolgepartei Die Linke; 2011 trat er der SPD bei. Von 2009 bis 2014 und von 2017 bis zu seinem Tod war er Mitglied des Thüringer Landtags.

## Leben
Im Jahr von Hartungs Geburt siedelte seine Familie mit ihm in den Kreis Worbis im Eichsfeld über. Dort besuchte er die Polytechnische Oberschule in Niederorschel und anschließend die Erweiterte Oberschule in Leinefelde.
Nach dem Abitur studierte Hartung von 1991 bis 1998 Medizin an der Friedrich-Schiller-Universität Jena und war danach als Arzt im Praktikum in Jena und als Assistenzarzt im Fachgebiet Chirurgie in Blankenhain und Weimar tätig. 2002 wurde er an der Universität Jena mit der Arbeit Zur Entwicklung der Pockenschutzimpfung unter besonderer Berücksichtigung Thüringens im 18. und 19. Jahrhundert promoviert. Im August 2007 wurde er Sachgebietsleiter für Infektionsschutz im Gesundheitsamt Erfurt. Er war geschieden.

## Politische Laufbahn
Nachdem sich Hartung von 1990 bis 1992 zunächst im Neuen Forum und bei Bündnis 90/Die Grünen engagiert hatte, wurde er 2000 Mitglied der PDS (seit 2007: Die Linke). Ab 2002 gehörte er dem Vorstand im Kreisverband Apolda-Weimar an, ab 2004 als stellvertretender Kreisvorsitzender. Von 2006 bis 2009 gehörte er dem Landesvorstand der Partei Die Linke in Thüringen an.
Im Jahr 2004 wurde Hartung für die PDS in den Weimarer Stadtrat gewählt. Nach seiner Wiederwahl im Juni 2009 wurde er Co-Vorsitzender der Linksfraktion im Stadtrat. Im November 2009 gründete Hartung gemeinsam mit drei anderen Stadträten die Fraktion „Neue Linke“, sodass es zu einer Spaltung der Linksfraktion kam. Vorausgegangen war der Spaltung ein monatelanger Streit innerhalb der Linksfraktion und die Gründung des Vereins „Neue Linke“ am 31. Oktober 2009.
Thomas Hartung gehörte zu den Unterstützern der Antikapitalistischen Linken sowie der Roten Hilfe.

### Abgeordneter
Bei der Landtagswahl in Thüringen 2009 trat Hartung als Direktkandidat für Die Linke im Wahlkreis Weimar an und wurde mit 28,4 % der Stimmen in den Landtag gewählt, wo er gesundheitspolitischer Sprecher der Linksfraktion wurde. Am 11. August 2010 erklärte er seinen Austritt aus der Partei und ihrer Landtagsfraktion und wechselte als parteiloser Abgeordneter in die SPD-Fraktion. Auch Bündnis 90/Die Grünen hatte Hartung einen Wechsel in die eigene Landtagsfraktion angeboten, zu dem es aber nicht kam, weil er sich „nicht von einem Konflikt in den anderen begeben“ wollte.
Zunächst war Hartung auch in der SPD-Fraktion gesundheitspolitischer Sprecher. Im August 2011 wurden ihm zusätzlich die Bereiche Hochschulen und Wissenschaft übertragen. Hartung arbeitete im Landtag im Ausschuss für Bildung, Wissenschaft und Kultur sowie im Justiz- und Verfassungsausschuss. Im Dezember 2011 wurde er Mitglied der SPD.
Bei der Landtagswahl 2014 verlor Hartung sein Mandat. Weder der 14. Platz auf der Landesliste der SPD noch das Erststimmenergebnis in seinem Wahlkreis Weimar II (19,1 %) hatten zur Wiederwahl ausgereicht. Nach dem Ausscheiden des zum Staatssekretär ernannten Uwe Höhn zog Hartung am 9. September 2017 als Nachrücker wieder in den Landtag ein. Bei der Landtagswahl 2019 verpasste er den Wiedereinzug in den Landtag. Nachdem Wolfgang Tiefensee am Vortag sein Mandat niederlegt hatte, um Minister und Landes-Parteivorsitzender zu werden, rückte Hartung mit Wirkung zum 5. Dezember 2019 erneut in den Landtag nach.

## Tod
Thomas Hartung starb in der Nacht zum 30. Juli 2024 im Alter von 53 Jahren an Krebs. Für die wenige Wochen später anstehende Landtagswahl war er wieder als Kandidat in seinem Wahlkreis Weimar II aufgestellt worden. Die SPD verzichtete darauf, für den Wahlkreis einen Ersatzkandidaten zu nominieren, was nach dem Landeswahlgesetz möglich gewesen wäre. Nach seinem Tod rückte Eleonore Mühlbauer für ihn in den Landtag nach.